# چقدر باحال هستیم
چقدر باحال هستیم (به هندی: Kyaa Kool Hai Hum) فیلمی محصول سال ۲۰۰۵ و به کارگردانی سانگیت سیوان است. در این فیلم بازیگرانی همچون توشار کاپور، ریتیش دشموک، ایشا کوپیکار، نیها دوپیا، انوپم کهیر، شوما آناند، بابی دارلینگ، راجندرانات زوتشی، سوشمیتا موکرجی، راجپال یاداو، سوفی چوداری، جانی لور ایفای نقش کرده‌اند.
فیلم های چقدر باحال هستیم ۲ و چقدر باحال هستیم ۳ دنباله این فیلم هستند.